# Balanço inicial
Balanço inicial é uma das formas que nos permite ver a posição financeira da empresa no início do exercício económico de cada ano. Este mostra tudo que se sitúa que na parte do activo quer na parte do capital próprio e passivo. Tanto o total do activo como o total do passivo têm que dar exactamente o mesmo valor, desta forma está-se a utilizar a equação fundamental da contabilidade.